# 8618 Sethjacobson
8618 Sethjacobson è un asteroide della fascia principale. Scoperto nel 1981, presenta un'orbita caratterizzata da un semiasse maggiore pari a 3,1974835 UA e da un'eccentricità di 0,0161617, inclinata di 7,09869° rispetto all'eclittica.